# Jan Machač (lékař)
Jan Machač (* 8. června 1950) je český politik a lékař – gynekolog a porodník, v letech 1994 až 1998 a opět v letech 2014 až 2015 zastupitel města Boskovice na Blanensku.

## Život
Narodil se do rodiny lékařky a právníka, jeho otec a dědeček byli v 50. letech 20. století vězněni za protistátní činnost. Vystudoval sportovní hokejovou třídu na SVVŠ Elgartova v Brně a následně obor všeobecné lékařství na Lékařské fakultě Univerzity Jana Evangelisty Purkyně v Brně (dnes Masarykova univerzita) (promoval v roce 1974 a získal titul MUDr.).
Po promoci nastoupil jako lékař na gynekologicko-porodnické oddělení Fakultní nemocnice Brno-Bohunice. V letech 1983 až 1993 působil v nemocnici Vyškov, kde byl od roku 1991 primářem gynekologicko-porodnického oddělení. Od roku 1993 nastoupil do funkce primáře gynekologicko-porodnického oddělení Nemocnice Boskovice, kde působí dosud. V roce 1994 provedl v této nemocnici první laparoskopickou supracerv. hysterektomii v republice. V 90. letech 20. století publikoval na téma operační gynekologie, vedl operační kurzy v ČR i v zahraničí (Německo, Francie, Polsko).
V letech 2007 až 2010 byl členem představenstva akciové společnosti MORAVIA-MEDICAL, v letech 2011 až 2016 pak členem dozorčí rady Nemocnice Boskovice. V minulosti také působil jako člen dozorčí rady akciové společnosti IN Boskovice a člen dozorčí rady ve firmě BH AGAPÉ.
Jan Machač žije ve městě Boskovice na Blanensku. Je ženatý, má dvě děti (dceru a syna). Opakovaně byl zvolen prezidentem Okresního sdružení České lékařské komory na Blanensku (tuto funkci vykonává dosud). Je dlouholetým členem Rotary klubu. Mezi jeho zájmy patří sport (hokej, tenis, veslování a hlavně golf), ale také kultura (je sběratelem obrazů, milovníkem vážné hudby a historie).

## Politické působení
V roce 1989 se stal mluvčím Občanského fóra ve Vyškově. Do komunální politiky vstoupil, když byl ve volbách v roce 1994 zvolen jako nezávislý zastupitelem města Boskovice na Blanensku. V letech 1994 až 1998 byl radním města. Ve volbách v roce 1998 však mandát zastupitele neobhájil, když kandidoval jako nestraník za ODS (stal se druhým náhradníkem). Do zastupitelstva se pokoušel vrátit ve volbách v roce 2006 jako nezávislý na kandidátce Sdružení nezávislých kandidátů "PROSPERITA BOSKOVIC", ale neuspěl. Nepodařilo se mu to ani ve volbách v roce 2010 jako nestraníkovi za KDU-ČSL. Zvolen tak byl až ve volbách v roce 2014, když kandidoval opět jako nestraník za KDU-ČSL. Vzhledem ke své kandidatuře do Senátu PČR za ODS však na mandát v prosinci 2015 rezignoval.
V krajských volbách v roce 2012 kandidoval jako nezávislý za "Sdružení nestraníků" do Zastupitelstva Jihomoravského kraje, ale neuspěl. Ve volbách v roce 2016 se pokoušel dostat do zastupitelstva jako nestraník za ODS, ale opět neuspěl.
Ve volbách do Senátu PČR v roce 2016 kandidoval jako nestraník za ODS v obvodu č. 49 – Blansko. Se ziskem 15,48 % hlasů postoupil z druhého místa do druhého kola, v němž prohrál poměrem hlasů 38,93 % : 61,06 % s lidovkyní Jaromírou Vítkovou. Senátorem se tak nestal.